# Григорьев, Владимир Фёдорович
Владимир Фёдорович Григорьев (род. 16 августа 1949 года, Сталинск, Кемеровская область, РСФСР, СССР) — российский политический деятель, инженер. Член РКРП (впоследствии — РОТ ФРОНТа). Депутат Государственной Думы РФ II созыва (1996—1999), член депутатской группы «Народовластие», впоследствии внефракционный депутат.

## Биография
Родился 9 августа 1949 года в городе Сталинск (ныне Новокузнецк) Кемеровской области. Окончил Ленинградский политехнический институт им. М.И. Калинина; работал на Ленинградской АЭС. Участник ликвидации последствий аварии на Чернобыльской АЭС. 
В 1991 году вступил в Российскую коммунистическую рабочую партию (РКРП). Перед избранием в Государственную Думу работал начальником смены электроцеха Ленинградской АЭС в городе Сосновый Бор.
17 декабря 1995 года был избран депутатом Государственной Думы Федерального собрания РФ второго созыва по Всеволожскому одномандатному округу № 99 (выдвинут избирательным объединением «Коммунисты — Трудовая Россия — За Советский Союз», стал единственным прошедшим в парламент кандидатом от него). Получил 27 963 голоса избирателей, обойдя представителя «Конгресса русских общин» Анатолия Калинина и действующего депутата Евгения Федорова). С 16 января по 12 февраля 1996 года не состоял в депутатских объединениях, с 13 февраля 1996 года по 20 февраля 1998 года — член депутатской группы «Народовластие», впоследствии внефракционный депутат.
С 27 января 1996 года — член ЦК РКРП.
Член Комитета ГД по труду и социальной политике и Комиссии Межпарламентской Ассамблеи государств — участников СНГ по проблемам окружающей среды.
В марте 1998 года стал соавтором (совместно с Т. Г. Авалиани, Н. Н. Корсаковым, А. В. Ионовым, В. И. Шандыбиным и О. В. Шеиным) альтернативного проекта Трудового кодекса РФ, разработанного учёными Фонда рабочей академии и специалистами общественного профсоюза «Защита» в противовес правительственным планам реформирования трудового законодательства. По его словам, «красный кодекс» был призван «сплотить коллективы в условиях, когда правящий режим подготовил фронтальное наступление на остатки советского трудового законодательства», пытаясь провести проект «белого КЗОТа», представляющего собой «что-то пиночетовское, карательно-репрессивное по духу», наделяющего предпринимателя правом «прогнать неугодного по своему собственному желанию, без особых объяснений и согласований с профсоюзом», а также «возрождающего ликвидированную ещё в 17-м году систему штрафов». Раскритиковал позицию ФНПР как «страусиную», «созвать раз-два в год людей на улицы и площади — и опять тишина», назвал КПРФ «чисто парламентской партией, зараженной бациллами социал-демократии», и потому «не способной, да и не стремящейся быть авангардом пролетариата».
В 1998—1999 годах оказывал активную помощь рабочим расположенного в его округе Выборгского ЦБК в их борьбе за право на контроль над предприятием.
Во время голосования по импичменту Бориса Ельцина в мае 1999 года голосовал за признание Ельцина виновным по всем пяти пунктам обвинения.
19 декабря 1999 года баллотировался на выборах в Государственную Думу Федерального собрания РФ третьего созыва по своему Всеволожскому избирательному округу, но проиграл представителю Союза правых сил Юлию Рыбакову. 
Со 2 апреля 2013 года — первый секретарь Ленинградского областного регионального отделения РОТ ФРОНТа.

## Награды
- Орден Мужества (7 августа 1997 года) — за мужество и самоотверженность, проявленные при ликвидации последствий аварии на Чернобыльской АЭС[5]